# Roberto Goicoechea
Roberto Héctor Goicoechea (27 de noviembre de 1927-21 de junio de 2000) fue un árbitro de fútbol argentino.

## Trayectoria
En 1959 pasó a ser árbitro de la Primera División de Argentina. Se retiró del arbitraje en 1975.
Trabajó como árbitro FIFA desde 1962 hasta 1973 y se fue a Inglaterra para arbitrar la octava Copa Mundial de Fútbol en 1966. En el Mundial, dirigió el partido del grupo 3 entre Hungría-Bulgaria (3:1).